# Bonita Springs
Bonita Springs ist eine Stadt im Lee County im US-Bundesstaat Florida. Das U.S. Census Bureau hat bei der Volkszählung 2020 eine Einwohnerzahl von 53.644 ermittelt.

## Geographie
Bonita Springs liegt im Süden Floridas am Golf von Mexiko und grenzt im Nordwesten an Fort Myers Beach. Fort Myers liegt 25 km, Miami 200 km und Tampa 240 km entfernt.

### Klima
Das Klima ist subtropisch und damit ganzjährig warm. Statistisch regnet es in den Sommermonaten – wenn auch nur kurzfristig – an durchschnittlich 40 % der Tage. Die Tagestemperaturen bewegen sich von Mai bis Oktober bei 31 °C. Die kältesten Monate von Dezember bis Februar bringen durchschnittliche Tagestemperaturen von 24 °C. Im Sommer führt vor allem die hohe Luftfeuchtigkeit dazu, dass die gefühlten Temperaturen deutlich oberhalb der oben genannten 31 °C liegen.

## Geschichte
1904 wurde durch die Atlantic Coast Line Railroad eine Bahnstrecke von Punta Gorda nach Fort Myers erbaut, die 1925 nach Bonita Springs und 1926 bis Naples verlängert wurde. Heute wird die Strecke von Arcadia über Punta Gorda und Fort Myers nach Naples von der Seminole Gulf Railway betrieben. 1938 wurde bei Bonita Springs ein über 40 Kilogramm schwerer Meteorit gefunden. Er befand sich in einem indianischen Grabhügel.

## Demographische Daten
Laut der Volkszählung 2010 verteilten sich die damaligen 43.914 Einwohner auf 31.716 Haushalte. Die Bevölkerungsdichte lag bei 480,5 Einw./km². 88,8 % der Bevölkerung bezeichneten sich als Weiße, 0,8 % als Afroamerikaner, 0,5 % als Indianer und 1,0 % als Asian Americans. 7,4 % gaben die Angehörigkeit zu einer anderen Ethnie und 1,4 % zu mehreren Ethnien an. 22,5 % der Bevölkerung bestand aus Hispanics oder Latinos.
Im Jahr 2010 lebten in 15,7 % aller Haushalte Kinder unter 18 Jahren sowie 48,9 % aller Haushalte Personen mit mindestens 65 Jahren. 65,6 % der Haushalte waren Familienhaushalte (bestehend aus verheirateten Paaren mit oder ohne Nachkommen bzw. einem Elternteil mit Nachkomme). Die durchschnittliche Größe eines Haushalts lag bei 2,19 Personen und die durchschnittliche Familiengröße bei 2,58 Personen.
15,2 % der Bevölkerung waren jünger als 20 Jahre, 18,9 % waren 20 bis 39 Jahre alt, 22,5 % waren 40 bis 59 Jahre alt und 43,5 % waren mindestens 60 Jahre alt. Das mittlere Alter betrug 55 Jahre. 50,4 % der Bevölkerung waren männlich und 49,6 % weiblich.
Das durchschnittliche Jahreseinkommen lag bei 53.274 $, dabei lebten 14,9 % der Bevölkerung unter der Armutsgrenze.
Im Jahr 2000 war Englisch die Muttersprache von 81,68 % der Bevölkerung, spanisch sprachen 15,30 % und 3,02 % hatten eine andere Muttersprache.

## Sehenswürdigkeiten
Am 8. Juli 1999 wurde die Bonita Springs School in das National Register of Historic Places eingetragen.

## Wirtschaft
Die hauptsächlichen Beschäftigungszweige sind: Ausbildung, Gesundheit und Soziales: (11,2 %), Handel / Einzelhandel: (16,7 %), Zukunftstechnologien, Management, Verwaltung: (10,9 %), Kunst, Unterhaltung, Lebensmittel, Restaurants (15,1 %), Baugewerbe: (17,4 %).

### Verkehr
Bonita Springs liegt direkt an der in Nord-Süd-Richtung verlaufenden Interstate 75 sowie am Tamiami Trail (U.S. 41). Der nächste Flughafen ist der Southwest Florida International Airport bei Fort Myers, etwa 20 km entfernt.

## Schulen
- Spring Creek Elementary School, ca. 940 Schüler
- Bonita Springs Elementary School, ca. 400 Schüler
- Bonita Springs Middle School, ca. 1.000 Schüler

## Städtepartnerschaften
Bonita Springs hat eine Städtepartnerschaft mit dem Rheinland-Pfälzischen Grünstadt.

## Parks und Sportmöglichkeiten
Besonders schön ist der Bonita Beach Park – der öffentliche Strand, mit sehr feinem und weißem Sand. Hier lassen sich täglich Delphine beobachten und mit etwas Glück kann man auch die sehr scheuen Rundschwanzseekühe (engl. Manatees) und riesige Mantarochen beobachten. Etwas weiter südlich gelegen ist der Barefoot Beach Park (Eintritt erforderlich). Hier trifft sich die High Society von Bonita Springs und Naples.
Es gibt ein kleines Angebot von verschiedenen Stadtparks sowie mehrere sportliche Einrichtungen sowie Spielwiesen und Möglichkeiten zum Camping und Grillen. Weiterhin gibt es einen Minigolf-Parcours direkt an der Bonita Beach Road gelegen. 